# تركي العواد
تركي بن صالح العواد (مواليد 26 صفر 1393 هـ / 31 مارس 1973 م) نائب رئيس الاتحاد العربي للصحافة الرياضية. عين في 18 أكتوبر 2020 عضوا في مجلس الشورى السعودي. أكاديمي متخصص في الإعلام، وحارس سابق للمنتخب السعودي ونادي الهلال. عمل في التحليل الرياضي في قناة العربية، وله عمود أسبوعي في صحيفة الرياضية، وله رواية منشورة بعنوان «بعثة بدوي» كانت من ضمن الكتب الأكثر مبيعا في معرض الرياض الدولي للكتاب عام 2015.

## التعليم
- دكتوراه في الإعلام السياسي من جامعة شيفيلد ببريطانيا عام 2010.
- ماجستير إعلام دولي من جامعة ليدز ببريطانيا.
- بكالوريوس إعلام من جامعة الملك سعود.[4][7]

## الحياة العملية
- أكاديمي وأستاذ الإعلام.
- عضو مجلس إدارة الاتحاد السعودي لكرة القدم.
- عضو مجلس إدارة الاتحاد السعودي للإعلام الرياضي.
- رئيس تحرير مجلتي الدبلوماسي باللغتين الإنجليزية والعربية الصادرة عن معهد الدراسات الدبلوماسية بالرياض.[3][8][9]
- قدم مشروع قانون الرياضه اثناء عضويته في المجلس https://www.spa.gov.sa/w1873631